# Bonnyville–Cold Lake–Saint-Paul
Circonscription électorale provinciale du Canada
Bonnyville–Cold Lake–Saint-Paul (auparavant Bonnyville et Bonnyville–Cold Lake) est une circonscription électorale provinciale de l'Alberta (Canada), située dans le nord-est de la province. 
Son député actuel est Scott Cyr du Parti conservateur uni.

## Géographie
La circonscription comprend les villes de Cold Lake, Bonnyville et Saint-Paul. 

## Liste des députés
| Années                          | Années          | Député         | Parti politique           |
| Bonnyville                      | Bonnyville      | Bonnyville     | Bonnyville                |
| ------------------------------- | --------------- | -------------- | ------------------------- |
|                                 | 1952 - 1955     | Laudas Joly    | Créditiste                |
|                                 | 1955 - 1959     | Jake Josvanger | Libéral                   |
|                                 | 1959 - 1961     | Karl Nordstrom | Créditiste                |
|                                 | 1961 - 1963     | Roméo Lamothe  | Créditiste                |
|                                 | 1963 - 1967     | Roméo Lamothe  | Créditiste                |
|                                 | 1967 - 1971     | Roméo Lamothe  | Créditiste                |
|                                 | 1971 - 1975     | Donald Hansen  | Progressiste-conservateur |
|                                 | 1975 - 1979     | Donald Hansen  | Progressiste-conservateur |
|                                 | 1979 - 1982     | Ernie Isley    | Progressiste-conservateur |
|                                 | 1982 - 1986     | Ernie Isley    | Progressiste-conservateur |
|                                 | 1986 - 1989     | Ernie Isley    | Progressiste-conservateur |
|                                 | 1989 - 1993     | Ernie Isley    | Progressiste-conservateur |
|                                 | 1993 - 1997     | Léo Vasseur    | Libéral                   |
| Bonnyville–Cold Lake            |                 |                |                           |
|                                 | 1997 - 2001     | Denis Ducharme | Progressiste-conservateur |
|                                 | 2001 - 2004     | Denis Ducharme | Progressiste-conservateur |
|                                 | 2004 - 2008     | Denis Ducharme | Progressiste-conservateur |
|                                 | 2008 - 2012     | Genia Leskiw   | Progressiste-conservateur |
|                                 | 2012 - 2015     | Genia Leskiw   | Progressiste-conservateur |
|                                 | 2015 - 2017     | Scott Cyr      | Wildrose                  |
|                                 | 2017 - 2019     | Scott Cyr      | Conservateur uni          |
| Bonnyville–Cold Lake–Saint-Paul |                 |                |                           |
|                                 | 2019 - 2023     | Dave Hanson    | Conservateur uni          |
|                                 | 2023 - en cours | Scott Cyr      | Conservateur uni          |

## Résultats électoraux
| Élection générale albertaine de 2015 : Bonnyville-Cold Lake | Élection générale albertaine de 2015 : Bonnyville-Cold Lake | Élection générale albertaine de 2015 : Bonnyville-Cold Lake | Élection générale albertaine de 2015 : Bonnyville-Cold Lake | Élection générale albertaine de 2015 : Bonnyville-Cold Lake | Élection générale albertaine de 2015 : Bonnyville-Cold Lake |
| Parti                                                       | Parti                                                       | Candidat                                                    | Voix                                                        | %                                                           | ± %                                                         |
| ----------------------------------------------------------- | ----------------------------------------------------------- | ----------------------------------------------------------- | ----------------------------------------------------------- | ----------------------------------------------------------- | ----------------------------------------------------------- |
|                                                             | Wildrose                                                    | Scott Cyr                                                   | 5 453                                                       | 46,19 %                                                     | +4,14 %                                                     |
|                                                             | Progressiste-Conservateur                                   | Craig Copeland                                              | 3 594                                                       | 30,44 %                                                     | -18,68 %                                                    |
|                                                             | Néo-démocrate                                               | Josalyne Head                                               | 2 136                                                       | 18,09 %                                                     | +14,72 %                                                    |
|                                                             | Parti de l'Alberta                                          | Rod Fox                                                     | 623                                                         | 5,28 %                                                      |                                                             |
| Total                                                       | Total                                                       | Total                                                       | 11 806                                                      | 100,00 %                                                    |                                                             |